# Bolesław Bierut
Bolesław Bierut (), né le 18 avril 1892 à Rury Brigidkowskie près de Lublin, en Pologne, et mort le 12 mars 1956, à Moscou, est un communiste polonais et dirigeant suprême de la République populaire de Pologne.

## Biographie
Fils d'instituteur de village, il travaille jeune dans une imprimerie, et entre dès l'âge de 20 ans dans la fraction gauche du Parti socialiste polonais, le « PPS-Lewica » appelé à devenir plus tard le Parti communiste de Pologne.
En 1927, il devint membre du comité central du Parti communiste polonais. Dans l'intervalle, il exerça plusieurs fonctions à la coopérative de consommation dirigée par la gauche et séjourna à Moscou entre 1925 et 1926 et entre 1928 et 1930, fréquentant alors la Haute École du Parti. Dans les années 1930 - 1932, il fut fonctionnaire de l'Internationale communiste (Komintern) et du NKVD en Bulgarie, Tchécoslovaquie et Autriche.
En 1933, il fut condamné par les tribunaux polonais du régime mis en place par Piłsudski à 10 années de détention qu'il purgea dans la prison de Rawicz, avant d'être gracié en 1938 et libéré. Curieusement, ce séjour en prison lui sauva la vie, car il échappa ainsi aux « purges » de Staline qui liquida vers 1937 la totalité des dirigeants du PC polonais (parti assez petit puisqu'il comptait environ 30 000 membres sur une population de 35 millions d'habitants). Jusqu'au début de la guerre, en 1939, il travailla ensuite comme employé de bureau dans une coopérative de consommation de Varsovie.
Afin d'échapper (à l'âge de 47 ans) à l'enrôlement dans l'armée polonaise après le commencement de la guerre, il s'enfuit de Varsovie dans l'est de la Pologne qui, après le 17 septembre 1939, fut occupée par l'armée rouge. De là il se rendit à Kiev où il entra en 1940 au Parti communiste de l'Union soviétique. En 1941, il passa à Minsk, occupée par les Allemands, et y travailla presque deux ans pour la municipalité.
Sur l'ordre de Staline, il se rendit en 1943 dans Varsovie, alors contrôlée par l'armée allemande, et exerça bientôt des fonctions importantes dans le comité central et le secrétariat général du Parti ouvrier polonais qui était en train de naître. À partir de décembre 1944, il fut président du gouvernement Provisoire de Pologne. En 1947, il fut élu par le Sejm président de la République et occupa cette fonction jusqu'en 1952.
Le 22 décembre 1948, il est élu premier secrétaire du Parti ouvrier unifié polonais par le Comité  central, fonction qui devient la plus haute de l'État, à la proclamation de la République populaire de Pologne, en 1952.
Après la transformation de l'État, en novembre 1952, en une « république populaire » qui supprima le poste de président, il devint Premier ministre (1952-1954) et demeura secrétaire général ou Premier secrétaire du Comité Central jusqu'à sa mort.
Suivant le modèle soviétique, il devint l'objet d'un culte de la personnalité, et se comporta en vassal de Staline dont il était un ami. Il est, avec Jakub Berman, l'un des principaux responsables et exécutants de la terreur stalinienne que connaît le pays jusqu'en 1956, avec, notamment, les arrestations, tortures et exécutions de milliers de personnes, dont des membres de la Résistance polonaise AK.
Les décrets qui portent le nom de Bierut, comme les décrets Beneš dans la Tchécoslovaquie d'alors, faisaient suite à la Conférence de Potsdam entre les trois grandes puissances victorieuses de 1945. Ils permettaient l'expulsion et l'expropriation de la population allemande en Prusse orientale, en Silésie, en Poméranie et dans l'Est du Brandebourg.
En mars 1956, Bierut alla à Moscou pour participer aux consultations du XXe congrès du PCUS. Après qu'il eut entendu le discours secret de Nikita Khrouchtchev sur le culte de la personne et les crimes de Staline, il tomba brusquement malade et mourut à Moscou. Il eut droit à des funérailles officielles et à un mausolée au cimetière militaire de Varsovie.
Son fils, Jan Chyliński, fut ambassadeur de la Pologne à Bonn dans les années 1970.

## Anecdotes
- À Minsk en Biélorussie, il y a encore une rue Bierut.
- Pour imiter Staline il voulait se montrer en compagnie d’enfants (sur une de ses photographies il tient dans ses bras la petite Agnieszka Holland). La poste polonaise a émis un timbre où on le voit entouré d’enfants.
- Il avait un cerf avec lequel il a été photographié et filmé.
- Pendant la période communiste on avait donné son nom à l'Université de Wrocław.
- Après la chute du communisme en Pologne en 1989, la plupart des monuments en son honneur ont été transférés au Musée du réalisme socialiste de Kozłówka.